# Aurora: Operation Intercept
 (décembre 2016).
Pour plus de détails, voir Fiche technique et Distribution.
Aurora: Operation Intercept (titre français pour la télévision : Opération Aurora) est un film américain réalisé par Paul Levine, sorti en 1995, mettant en jeu l’hypothétique avion de reconnaissance Aurora.

## Synopsis
Un avion de ligne, dont le pilote semble avoir mystérieusement perdu le contrôle, s'abîme en plein océan faisant de très nombreuses victimes. Ce terrible accident est le fruit de la vengeance de Francesca, convaincue que son père, un scientifique spécialisé dans les armements spatiaux, a été assassiné par son employeur, le gouvernement des États-Unis. A la tête d'une organisation terroriste, elle détourne l'Aurora 1, l'avion de chasse le plus performant de l'armée de l'air américaine. Et la jeune femme ne compte pas s'en tenir là ! Pourra-t-on l'empêcher de mettre ses menaces à exécution : tuer à nouveau des innocents ?

## Fiche technique
- Titre : Aurora: Operation Intercept
- Réalisation : Paul Levine
- Pays d'origine :  États-Unis
- Durée : 94 minutes
- Date de sortie : 1995

## Distribution
- Bruce Payne : Gordon Pruett
- Natalia Andreïtchenko : Francesca Zaborszin
- Lance Henriksen : William Stenghel
- John Stockwell : Andy Aldrich
- Michael Champion : Johann Wells
- Dennis Christopher : Victor Varenkov
- Corbin Bernsen : Flight Engineer Murphy
- Curt Lowens : Dr. Zaborszin